# Acanthurus nigroris
Acanthurus nigroris és una espècie de peix pertanyent a la família dels acantúrids.

## Descripció
- Pot arribar a fer 25 cm de llargària màxima.
- 9 espines i 24-27 radis tous a l'aleta dorsal i 3 espines i 23-25 radis tous a l'anal.[3][4]

## Alimentació
Menja algues (incloent-hi diatomees).

## Depredadors
A les illes Hawaii és depredat per Caranx melampygus.

## Hàbitat
És un peix marí, associat als esculls i de clima tropical (28°N-24°S, 54°E-139°W) que viu entre 1 i 90 m de fondària.

## Distribució geogràfica
Es troba des d'Aldabra i les Seychelles fins a les illes Hawaii, les illes Marqueses, les Tuamotu i la Micronèsia. És rar a la Gran Barrera de Corall.

## Costums
És bentopelàgic.

## Observacions
És inofensiu per als humans.